# Marek Strzelczyk
Marek Strzelczyk (ur. 1944, zm. 31 maja 2018) – polski biochemik, dr hab. n. farm. inż. chemii.

## Życiorys
Marek Strzelczyk urodził się w 1944. Pełnił funkcję kierownika na Wydziale Zarządzania Politechniki Częstochowskiej w Zakładzie Biochemii oraz w Zakładu Agrobiznesu. Posiadał stopień doktora habilitowanego. Był również profesorem na Wydziale Lekarskim Wojskowej Akademii Medycznej im. gen. dyw. Bolesława Szareckiego w Instytucie Nauk Podstawowych, a także wykładowcą w Wyższej Szkole Informatyki i Umiejętności w Łodzi.
Zmarł 31 maja 2018.